# Innan gryningen
Innan gryningen är en psalm med text skriven 1999 av Ylva Eggehorn, och musiken är komponerad samma år av Benny Andersson.

## Publicerad i
- Verbums psalmbokstillägg 2003 som nummer 717 under rubriken "Jesus, vår Herre och broder".
- Sång i Guds värld Tillägg till Svensk psalmbok för den evangelisk-lutherska kyrkan i Finland 2015 som nummer 822 under rubriken "Mysteriet".
- Psalmer och Sånger 1987 som nummer 796 under rubriken "Fader, Son och Ande - Jesus, vår Herre och broder".[1]